# كأس حذفي 2019–20
كأس حذفي 2019-20 هو الموسم ال 33 من بطولة كأس حذفي الإيرانية لكرة القدم وتلعب المسابقة بنظام خروج المغلوب.
فاز نادي تراكتور سازي باللقب ليتأهل بذلك مباشرةً إلى دوري أبطال أسيا 2021.

## النهائي
- تراكتور سازي 3 [3]
- استقلال طهران 2